# Bánsági Magyar Közművelődési Egyesület
Bánsági Magyar Közművelődési Egyesület konzervatív irányzatú társaság, mely 1926-1940 között működött Temesvárott az irodalom és tudomány népszerűsítésére, a bánsági műkedvelő mozgalom összefogására és fellendítésére.

## Története
A Temesvári Magyar Dalárda alosztályaként kezdte meg tevékenységét, 1928-ban önálló szervezetté vált. Fiókegyesületei működtek Nagyszentmiklóson, Perjámoson és Zsombolyán. Számos irodalmi jellegű előadást és estélyt rendeztek. Műkedvelő együttesei színműveket és operetteket mutattak be. Az egyesület rendezte két helyi szerző, Győri Emil és Kálmán Andor Meghalok utánad c. nagyoperettjének bemutató előadását. Működésében értékesebbek azok az emlékünnepélyek, amelyek a magyar irodalomtörténet kimagasló alakjait idézték. Rudas Jenő elnök irányításával rendeztek Petőfi-, Arany-, Vörösmarty-, Kiss József-, Kisfaludy-, Katona-, Madách- és Szabolcska-emlékműsort. Irodalmi, esztétikai, tudományos előadások tartásával támogatták az egyesület tevékenységét Bechnitz Sándor, Hajdu Frigyes, Kalotai Gábor, Páll György, Pogány László, Puhala Sándor, Szabolcska László írók, Gallas Nándor, Kristóf-Krausz Albert, Litteczky Endre képzőművészek, Braun Dezső és Pogatschnigg Guido zenészek. Az egyesület 1940-ig tevékenykedett.